# 義大利的埃芒加德
義大利的埃芒加德（義大利語：Ermengarda d'Italia，852/55年－896年），神聖羅馬皇帝路易二世的女兒。

## 家庭
876年，埃芒加德於普羅旺斯國王博索結婚，兩人共有1子2女：
1. 埃芒加德，索恩河畔沙隆伯爵夫人
2. 英格貝爾加，阿基坦公爵夫人
3. 路易三世，義大利國王、神聖羅馬皇帝